# Wahlen 1922
◄◄ | ◄ | 1918 | 1919 | 1920 | 1921 | Wahlen 1922 | 1923 | 1924 | 1925 | 1926 | ► | ►►

Weitere Ereignisse
Eine Auswahl von Wahlen, die im Jahre 1922 stattfanden:
- in Norwegen Lokale Wahlen
- 8. Januar: in Mittel-Litauen Wahlen
- 29. Januar: in Portugal Parlamentswahlen
- 2. bis 6. Februar: Konklave 1922
- 22. Februar: in Guatemala Präsidentschaftswahlen
- 1. März: in Brasilien Präsidentschaftswahlen
- 9. April: Landtagswahl in Salzburg 1922
- 21. Mai: in Deutschland Wahl der Waldecker Landesvertretung
- 28. Mai bis 2. Juni: in Ungarn Parlamentswahlen
- 16. Juni: in Südirland Allgemeine Wahlen
- 18. Juni: Landtagswahl im Burgenland 1922
- 1. bis 3. Juli: in Finnland Parlamentswahlen
- 5. Juli: in den Niederlanden Allgemeine Wahlen
- 27. August: in Schweden Referendum zur Prohibition
- 27. Oktober: in Südrhodesien Referendum
- 5. November: in Polen Parlamentswahlen
- 5. November: Landtagswahl in Sachsen 1922
- 7. November: in den Vereinigten Staaten Wahlen zum Senat, zum Repräsentantenhaus und in 33 Bundesstaaten Gouverneurswahlen
- 7. Dezember: in Neuseeland Allgemeine Wahlen
- 14. Dezember: Bundesratswahl in der Schweiz
- 16. Dezember: Bundeswahl in Australien